# Соня Левін
Сара Опескен, відома як Соня Левін (англ. Sonya Levien, 25 грудня 1888, Панемуне, Ковенська губернія, Російська імперія - 19 березня 1960, Голлівуд, Каліфорнія, США) — американська сценариста, режисерка, журналістка, письменниця та юристка російського походження. В 1930-х стала однією з найбільш оплачуваних сценаристів у Голлівуді і допомогла багатьом режисерам і кінозіркам перейти від німого кіно до звукового. У 1955 році отримала премію «Оскар» за найкращий оригінальний сценарій за фільм «Перервана мелодія».

## Біографія
Сара Опескен народилася в маленькому селі Панемуне Ковенської губернії (нині район Каунаса, Литва) 25 грудня 1888 року. У цей період російська влада уважно спостерігала за громадянами, особливо єврейського походження з радикальними поглядами. Батько Соні мав віддалений зв'язок з радикальною газетою, а також погоджувався з анархістськими ідеями князя Петра Кропоткіна. Її дідусь навчав її російської, французької, німецької та єврейської мови, а також закликав її щоденно читати з Талмуду та Шульхана Арука.
В 1891 році її батько втікає з Росії і вирушає до Америки, вирішивши взяти прізвище свого німецького рятівника, Левіна. Він привіз решту своєї родини в Америку в 1896 році, де вони приєдналися до нього в Нижньому Іст-Сайді Манхеттена. Соня, як і багато інших європейських іммігрантів в Америці, пішла у державну гімназію. Після закінчення вона не змогла продовжити навчання в середній школі через фінансові проблеми. 
11 жовтня 1917 року вона одружилася з Карлом Гові. Вони пересилились на 92-й вулицю в Нью-Йорку, і Соня прийняла двох дітей від попереднього шлюбу Гові. Хоча Гові був англосаксонським протестантам, вони оголосити своїх дітей євреями. У шлюбі народила ще дві дитини: син Сергій (1920) та донька Тамара (1923). 
Чоловік Соні помер у 1956 році. Соня Левін померла 19 березня 1960 року у віці 71 року.

## Фільмографія
- Ярмарок штату / State Fair (1962)
- Пепе / Pepe (1960)
- Джинн Іглс / Jeanne Eagels (1957)
- Станція Бховані / Bhowani Junction (1956)
- Аврал на палубі / Hit the Deck (1955)
- Оклахома! / Oklahoma! (1955)
- Перервана мелодія / Interrupted Melody (1955)
- Принц-студент / The Student Prince (1954)
- Весела вдова / The Merry Widow (1952)
- Камо грядеши / Quo Vadis (1951)
- Люкс-відео театр / Lux Video Theatre (1950-1959)
- Птахи та бджоли / The Birds and the Bees (1948)
- Касс Тімберлейн / Cass Timberlane (1947)
- Зелені роки / The Green Years (1946)
- Долина Рішучості / The Valley of Decision (1945)
- Рапсодія в стилі блюз / Rhapsody in Blue (1945)
- Ярмарок штату / State Fair (1945)
- Дивовижна місіс Голлідей / The Amazing Mrs. Holliday (1943)
- Дівчата Зігфілда / Ziegfeld Girl (1941)
- Барабани долини Маговк / Drums Along the Mohawk (1939)
- Горбань із Нотр-Дама / The Hunchback of Notre Dame (1939)
- Ковбой і леді / The Cowboy and the Lady (1938)
- Викрадений / Kidnapped (1938)
- Четверо осіб і прохач / Four Men and a Prayer (1938)
- В старому Чикаго / In Old Chicago (1937)
- Возз'єднання / Reunion (1936)
- Сільський лікар / The Country Doctor (1936)
- Рамона / Ramona (1936)
- Музика - це магія / Music Is Magic (1935)
- Педді О'Дей / Paddy O`Day (1935)
- Військово-морська дружина / Navy Wife (1935)
- Кучерява / Curly Top (1935)
- Як рухаються чоловіки / As Husbands Go (1934)
- Зміни в серці / Change of Heart (1934)
- Марі Ґалант / Marie Galante (1934)
- Парад білих халатів / The White Parade (1934)
- Містер Скітч / Mr. Skitch (1933)
- Чоловіки війни / The Warrior`s Husband (1933)
- Берклі-сквер / Berkeley Square (1933)
- Кавалькада / Cavalcade (1933)
- Ярмарок штату / State Fair (1933)
- Післязавтра / After Tomorrow (1932)
- Тесс з країни бур / Tess of the Storm Country (1932)
- Вона хотіла мільйонера / She Wanted a Millionaire (1932)
- Ребекка з ферми Саннібрук / Rebecca of Sunnybrook Farm (1932)
- Неперевершено / Delicious (1931)
- Таткові довгі ноги / Daddy Long Legs (1931)
- Виродок / The Brat (1931)
- Капітуляція / Surrender (1931)
- Ліліом / Liliom (1930)
- Отже, це і є Лондон / So This Is London (1930)
- Лайтнін / Lightnin` (1930)
- Пісня в моєму серці / Song o` My Heart (1930)
- Заморожене правосуддя / Frozen Justice (1929)
- Щаслива зірка / Lucky Star (1929)
- Роза південного моря / South Sea Rose (1929)
- Пробний шлюб / Trial Marriage (1929)
- Молоде покоління / The Younger Generation (1929)
- Вони повинні були побачити Париж / They Had to See Paris (1929)
- Позаду цієї завіси / Behind That Curtain (1929)
- Його країна / His Country (1928)
- Влада преси / The Power of the Press (1928)
- Викрадач сердець / The Heart Thief (1927)
- Принцеса з Гобокена / The Princess from Hoboken (1927)
- Крістіна з цирку / Christine of the Big Tops (1926)
- Чому дівчата повертаються додому / Why Girls Go Back Home (1926)
- Збудники / The Exciters (1923)
- Сніжна наречена / The Snow Bride (1923)
- Рожеві боги / Pink Gods (1922)
- Верхня частина Нью-Йорка / The Top of New York (1922)
- Обманута любов / Cheated Love (1921)
- Перше кохання / First Love (1921)
- Хто одружується на мені? / Who Will Marry Me? (1919)